# ایوا مارسل
ایوا مارسل (انگلیسی: Eva Marcille؛ زادهٔ ۳۰ اکتبر ۱۹۸۴) مدل، شخصیت تلویزیونی و بازیگر اهل ایالات متحده آمریکا است. وی بیشتر برای برنده شدن در برنامه مدل برتر بعدی آمریکا و حضورش در سری تلویزیون واقع‌نمای خانمان خانه واقعی آتلانتا شناخته می‌شود. او در فیلم کیفیت بالاتر بازی کرده است.